# ماکسیمیلیانو مورالس
ماکسیمیلیانو مورالس (اسپانیایی: Maximiliano Moralez‎؛ زادهٔ ۲۷ فوریهٔ ۱۹۸۷) بازیکن فوتبال اهل آرژانتین است.
از باشگاه‌هایی که در آن بازی کرده‌است می‌توان به باشگاه فوتبال آتالانتا، باشگاه فوتبال راسینگ، باشگاه فوتبال لئون، باشگاه فوتبال ولز سارسفیلد، و باشگاه فوتبال مسکو اشاره کرد.
وی همچنین در تیم‌های ملی فوتبال زیر ۲۰ سال آرژانتین و آرژانتین بازی کرده‌است.